# Amber McLaughlin
Amber McLaughlin, vor 2003 und offiziell Scott McLaughlin (* 13. Januar 1973; † 3. Januar 2023 in Bonne Terre, St. Francois County, Missouri), war eine US-amerikanische Person, die wegen Vergewaltigung und Mordes – begangen als Mann unter dem Namen Scott McLaughlin – verurteilt und wegen Mordes hingerichtet wurde. Sie war die erste als transgeschlechtlich bekannte Person, gegen die in den USA ein Todesurteil vollstreckt wurde.

## Leben

### Kindheit
McLaughlin kam als Kind einer Prostituierten und eines Vaters, der unter Alkoholkrankheit litt, zur Welt. Nach Aufenthalten in mehreren Kinderheimen wurde das Kind im Alter von fünf Jahren von dem Ehepaar McLaughlin adoptiert, ebenso wie zwei seiner Geschwister. Die Kinder sollen von ihren Adoptiveltern körperlich und seelisch schwer misshandelt worden sein. Unter anderem soll der Adoptivvater, ein Polizist, sie geschlagen und mit einem Elektroschocker gequält haben.
Im Grundschulalter zeigten sich deutliche Entwicklungsstörungen. Als McLaughlin acht Jahre alt war, wurde die psychische Lage des Kindes im Bericht einer Beratungsperson an der Grundschule als „extrem ernst“ bezeichnet. Im Alter von neun Jahren wurde McLaughlin ein Intelligenzquotient von 82 attestiert und eine Aufmerksamkeitsdefizit-/Hyperaktivitätsstörung (ADHS) diagnostiziert.
McLaughlin war spätestens seit der sexuellen Nötigung (Sexual Assault) eines 14-jährigen Mädchens im Jahr 1992 im Staat Missouri als Sexualstraftäter registriert.

### Beziehung zum Mordopfer und Tathergang
2002 begann McLaughlin – damals noch unter dem männlichen Namen Scott – eine Beziehung zu dem späteren Mordopfer Beverly Guenther, die im Frühjahr 2003 endete. Am 27. Oktober 2003 wurde McLaughlin unter dem Vorwurf festgenommen, in Guenthers Wohnung eingedrungen zu sein. In der Folge wurde gegen McLaughlin ein Kontaktverbot (Restraining Order) zu Guenther verhängt. Mehrfach ließ die 45-jährige Guenther, die in einem Vorstadtbüro in St. Louis (Missouri) tätig war, sich nach der Arbeit von der Polizei zu ihrem Auto eskortieren.
Am 20. November 2003 fuhr McLaughlin zu Guenthers Arbeitsplatz und lauerte ihr auf. Blutspuren auf dem Parkplatz und weitere Indizien führten die Staatsanwaltschaft zu dem Schluss, McLaughlin habe Guenther zu Boden gezwungen, sie vergewaltigt und anschließend mehrfach auf sie eingestochen, bevor der Körper zu McLaughlins Fahrzeug gezerrt und auf dessen Rücksitz deponiert wurde. Die Leiche ließ McLaughlin anschließend im Unterholz am Ufer des Mississippi.
Am nächsten Tag reinigte McLaughlin das Fahrzeuginnere, wurde dann aber immer nervöser und bat eine befreundete Person wegen der psychischen Probleme um Begleitung ins Krankenhaus. Dort wurde McLaughlin bei der Ankunft von der Polizei festgenommen und führte die Ermittler noch an demselben Tag zu der Stelle, wo der Leichnam abgelegt war.

### Verurteilung und Hinrichtung
McLaughlin wurde 2006 wegen Vergewaltigung und Ermordung Guenthers schuldig gesprochen. Da die Jury der Geschworenen im Prozess nicht einstimmig für die Todesstrafe stimmte, kam die Entscheidung nach den Bestimmungen im Staat Missouri dem Richter zu. Er verurteilte McLaughlin zum Tode. McLaughlin legte Berufung ein, woraufhin aber Urteil und Strafmaß vom Obersten Gerichtshof des Staates Missouri bestätigt wurden.
2016 ordnete ein Bundesgericht eine Neuverhandlung an, weil der Jury in McLaughlins Prozess wesentliche, potentiell strafmildernde Aussagen von Sachverständigen nicht vorgelegt worden seien, die insbesondere McLaughlins Geisteszustand betrafen. Eine Berufungskammer der amerikanischen Bundesgerichtsbarkeit bestätigte letztlich aber 2021 erneut das Todesurteil.
McLaughlins Rechtsanwälte reichten schließlich eine Petition beim Gouverneur von Missouri, Mike Parson, ein, in der sie mit Hinweis auf die unentschlossene Jury, vor allem aber aufgrund McLaughlins schwerer Kindheit und psychischer Probleme um eine Umwandlung der Strafe in eine lebenslange Freiheitsstrafe baten. Parson lehnte das Gesuch ab. Amber McLaughlin starb am 3. Januar 2023 durch die Giftspritze. Ihre Hinrichtung – die erste des Jahres in den Vereinigten Staaten – war die erste bekannte Exekution einer offen transidenten Person in den USA. Die bis dahin einzige Hinrichtung einer Frau in Missouri hatte 1953 stattgefunden.
Während der Haft hatte McLaughlin mit geschlechtsangleichenden Maßnahmen begonnen. Sie beantragte jedoch keine amtliche Anerkennung ihrer Namensänderung oder einer Geschlechtsänderung und blieb bis zuletzt unter ihrem männlichen Namen im Männertrakt des Gefängnisses inhaftiert.